# 索耶縣
索耶县（英語：Sawyer County）是位於美国威斯康辛州西北部的一個縣，面積3,497平方公里。根據2020年美國人口普查統計，共有人口18,074人。縣治海沃德（Hayward）。該縣成立於1883年3月10日，縣政府成立於1885年；縣名紀念國會議員菲勒圖斯·索耶。